# Partisans (fraction du Parti Ouvrier Unifié Polonais)
Les Partisans est un nom de la fraction informelle du Parti ouvrier unifié polonais (PZPR) qui s'est crée dans les années soixante autour de Mieczysław Moczar et  Grzegorz Korczyński dont le but de prendre le pouvoir et les postes de direction au sein du parti communiste. La fraction contrôlait l'appareil de sécurité, une partie de la presse et l'organisation des anciens combattants ZBOWID et s'opposait dans les luttes intestines aux "libéraux" et "cosmopolites" regroupés dans la fraction Puławianie. Les Partisans utilisaient la rhétorique nationale et antisémite.  

## Début
Mieczysław Moczar, en tant que vice-ministre, et ensuite ministre de l’Intérieur, puis président de l’Union des combattants pour la liberté et la démocratie (ZBOWID, Związek Bojowników o Wolność i Demokrację), s’est entouré de militants du parti et d’anciens combattants d'où le nom de la fraction "Partisans", ainsi que des nouveaux militants politiques dont l’accès aux postes supérieurs était bloqué par l’ancienne génération. Trop jeunes pour avoir pu participer au combat contre l’occupant allemand, ils étaient appelés « les Patriotes ».  
Au fil du temps, la fraction a gagné le soutien des membres du Politburo du Comité central du parti : Zenon Kliszko et Ryszard Strzelecki, puis les généraux Grzegorz Korczyński, Franciszek Szlachcic, Teodor Kufel, Jan Czapla, Mieczysław Róg-Świostek, Tadeusz Pietrzak et le colonel Marian Janic. Le futur dictateur Wojciech Jaruzelski a également soutenu la fraction. 

## Idéologie
Les Partisans se référaient à une sorte d’ethos combattant avec les éléments de l’ultranationalisme. Les Partisans, tout comme la fraction de Natolin (Natolińczycy) ont imputé aux militants juifs un rôle important dans la répression stalinienne en Pologne. Ainsi, ils préconisaient la lutte contre le cosmopolitisme en le remplaçant par le patriotisme.   
D’une manière plus cachée, en opposant les communistes maquisards aux "internationalistes" rentrés de Moscou après 1945 avec l’Armée rouge, les Partisans ont également manifesté leur hostilité envers les Soviétiques.  
Les nombreuses publications de cette époque sur le combat des partisans communistes contre l'occupant allemand ont constitué la base idéologique des Partisans. Parmi elles, le roman Les couleurs du combat (pol. Barwy walki) écrit par Moczar lui-même. 

## Objectifs
Champions d'une dictature franche, énergique, "pure et dure", les Partisans trouvent beaucoup de sympathisants dans les milieux technocratiques et journalistiques. Ils s'apprêtent à prendre la relève des dirigeants "usés". Ils veulent chasser du pouvoir ceux qui y étaient depuis longtemps et leurs actions sont dirigées avant tout contre le "groupe de Puławska" (Puławianie). Il ne s'agit pas uniquement de Juifs mais de ceux qui ont une autre vision de la Pologne, inspirée par l'internationalisme. Il n’est pas clair cependant si les Partisans souhaitaient relever Gomułka de ses fonctions ou s’ils voulaient que Moczar soit deuxième personne du parti. 
Moczar et ses acolytes utilisent le langage antisioniste et antisémite, d'abord pour des convictions nationalistes, chauvinistes, tout en s'alignant sur Moscou contre Israël. Ensuite c'est un moyen de diviser les cadres du régime. Traditionnellement beaucoup d'apparatchiks ont des origines juives, pas seulement dans l'appareil du parti, mais dans toutes les institutions de l'État, dans les hôpitaux ou à l'université. Enfin parce qu'ils s’appuient sur la tradition du mouvement nationaliste Endecja, dont le langage était l'antisémitisme. En utilisant ce langage, le pouvoir communiste cherche à s'enraciner dans la "tradition polonaise". 
Les Partisans exagèrent le soutien des personnes d’origine juive pour Israël pendant la guerre de Six Jours en 1967, et l’activité des enfants de certains hauts fonctionnaires du parti dans l’opposition des étudiants.  

## Mars 1968
La Pologne est en crise économique profonde, il y a des problèmes d'approvisionnement, des files d'attente devant les magasins. Le climat social est propice aux protestations contre le pouvoir. Il suffit d'un incident qui déclenche tout. L'interdiction de la pièce du grand poète romantique Adam Mickiewicz, Les Aïeux et l'exclusion de deux étudiants contestataires provoquent une révolte estudiantine. Soutenue par d'autres groupes sociaux, dont des ouvriers, elle s'étend rapidement à plusieurs villes. Moczar et ses Partisans en profitent pour mener une offensive contre les révisionnistes, les " sionistes " et autres "ennemis du peuple". 
La période de l’épuration antisémite dans le parti et dans les institutions publiques après mars 1968 marque l’apogée de l’importance des Partisans.  